# Piotr Kędzia

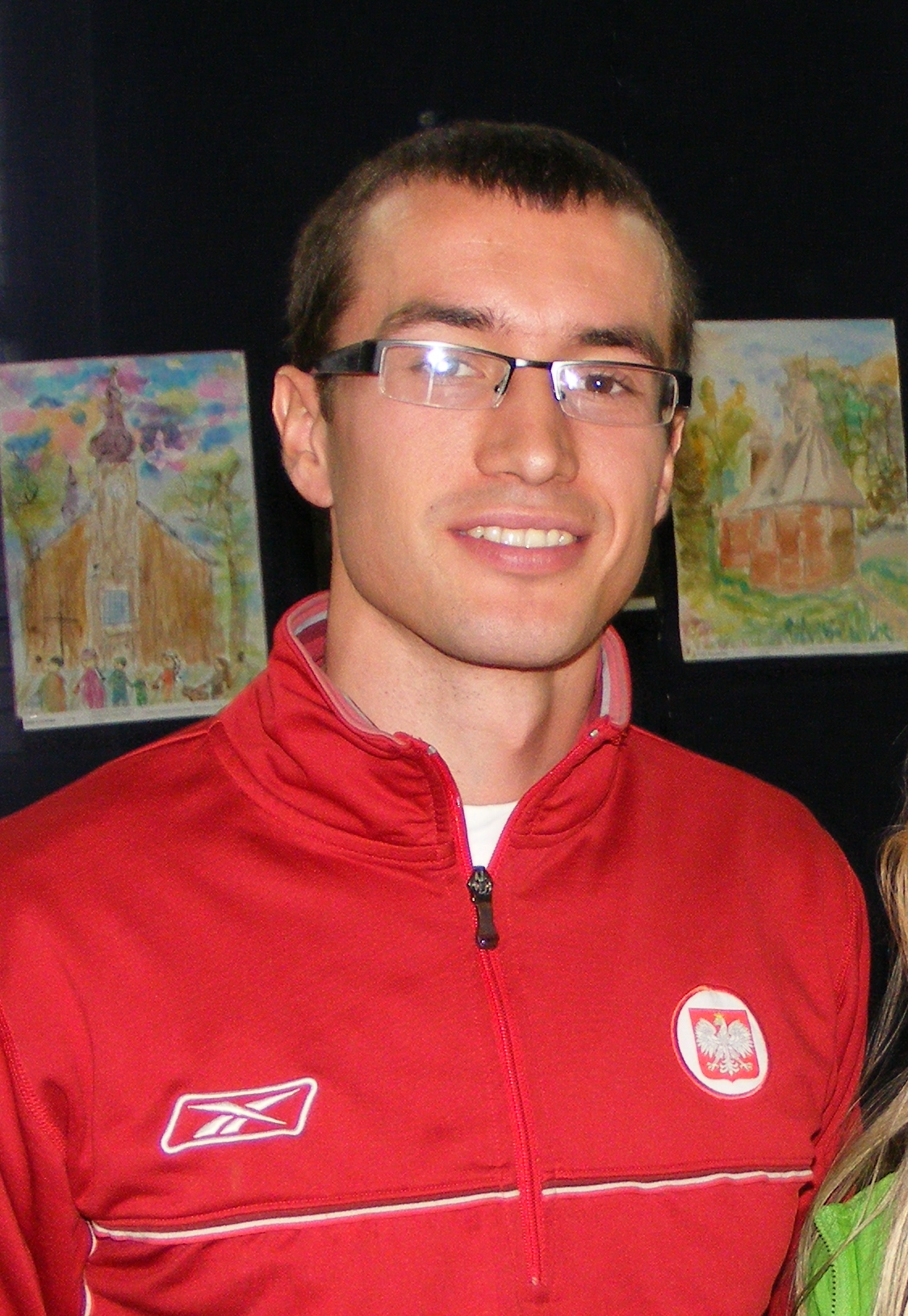
Piotr Kędzia 2010

Piotr Kędzia (* 6. Juni 1984 in Zgierz) ist ein polnischer Sprinter, der sich auf den 400-Meter-Lauf spezialisiert hat.
Bei den Jugendweltmeisterschaften 2001 in Debrecen gewann er Silber und bei den Junioreneuropameisterschaften 2003 in Tampere Bronze.
In der 4-mal-400-Meter-Staffel gewann er mit der polnischen Mannschaft bei den Leichtathletik-Europameisterschaften 2006 in Göteborg und den Leichtathletik-Halleneuropameisterschaften 2007 in Birmingham Bronze. 2008 kam er mit der polnischen Stafette bei den Hallenweltmeisterschaften in Valencia auf den vierten und bei den Olympischen Spielen in Peking auf den siebten Platz.
2008 wurde er polnischer Hallenmeister.

## Persönliche Bestzeiten
- 400 m: 45,94 s, 5. Juli 2008, Stettin
  - Halle: 47,24 s, 23. Februar 2007, Chemnitz